# Niambia formicarum
Niambia formicarum är en kräftdjursart som beskrevs av Barnard 1932. Niambia formicarum ingår i släktet Niambia och familjen myrbogråsuggor. Inga underarter finns listade i Catalogue of Life.